# 映画秘宝クラブ
『映画秘宝クラブ』（えいがひほうくらぶ）は、株式会社サクラゲート運営の映画情報モバイルサイト。2010年1月12日より、サイト名を『映画野郎』へと変更した。

## 概要
映画雑誌「映画秘宝」の公式モバイルサイト。2007年11月19日よりサービス開始。「映画秘宝」誌からのコンテンツ転載は無く、連載コラムやレビュー等のテキストはオリジナルであった。